# Rhododendron glanduliferum
Rhododendron glanduliferum är en ljungväxtart som beskrevs av Adrien René Franchet. Rhododendron glanduliferum ingår i släktet rododendron, och familjen ljungväxter. Inga underarter finns listade i Catalogue of Life.